# Ray Hendrick
Raymond Hendrick (* 1. April 1929 in Richmond, Virginia; † 28. September 1990) war ein US-amerikanischer Rennfahrer. Als einer der besten Fahrer der NASCAR Whelen Modified Tour wurde er im Jahre 1998 zu einem von NASCAR’s 50 Greatest Drivers ernannt. Aufgrund seiner herausragenden Leistungen in der Modified-Serie der NASCAR wurde er auch „Mr. Modified“ genannt.

## Karriere
Hendrick war einer der besten Fahrer der NASCAR-Modified-Division, der heutigen Whelen Modified Tour. Es gewann zwar nie die Meisterschaft in dieser Serie, war aber neun Mal am Ende der Saison in den Top 10 der Meisterschaftswertung. Seine beste Endplatzierung in den Punkten erreichte er in den Jahren 1963 und 1966, in denen er jeweils den dritten Platz belegte. Zweimal gelang es ihm das „Modified Race of Champions“ zu gewinnen. Erstmals 1969 auf dem Langhorne Speedway und dann erneut 1975 auf dem Trenton Speedway.
Auch in der Late Model Sportsman Division, der Vorgängerserie der heutigen Nationwide Series, war Hendrick aktiv. In dieser belegte er Top-10-Positionen in der Meisterschaftswertung in den Jahren 1974 und 1975. Insgesamt gewann der aus Virginia stammende Hendrick bei NASCAR-Auftritten 700 Mal. Alleine auf dem Martinsville Speedway gelang es ihm 20 Mal, das Rennen mit einem Sieg zu beenden. Somit hat er auf der Strecke insgesamt mehr Siege als Fahrer wie Richard Petty oder Darrell Waltrip.
Sein Bestreben bei Modified-Rennen immer und überall dabei zu sein, führte dazu, dass er in seiner gesamten Karriere nur 17 Rennen in der höchsten Division der NASCAR, dem heutigen Sprint Cup, absolvierte. Dabei erzielte er sechs Top-10-Platzierungen, darunter zwei fünfte Plätze, einen in seiner Heimatstadt Richmond im Jahre 1963 und einen weiteren in Hampton, Virginia im Jahre 1968.
Am 28. September 1990 verstarb Hendrick an Krebs. Im Jahre 1998 wurde zu einem von NASCAR’s 50 Greatest Drivers gewählt, obwohl er nie dauerhaft auf höchster Ebene aktiv war.